# Liste der Kulturdenkmäler in Hamburg-Lokstedt
Die Liste der Kulturdenkmäler in Hamburg-Lokstedt enthält die in der Denkmalliste ausgewiesenen Denkmäler auf dem Gebiet des Stadtteils Lokstedt der Freien und Hansestadt Hamburg.
Basis ist der Datensatz Denkmalliste Hamburg auf dem Transparenzportal Hamburg. Dieser enthält alle Objekte, die rechtskräftig nach dem Hamburger Denkmalschutzgesetz vom 5. April 2013 unter Denkmalschutz stehen (§ 6 Abs. 1 DSchG HA) oder zumindest zeitweise standen. Die Denkmalliste steht auch als PDF-Dokument zur Verfügung. Alle Denkmäler in Lokstedt, die schon nach dem Denkmalschutzgesetz vom 3. Dezember 1973, zuletzt geändert am 27. November 2007, unter Denkmalschutz standen, sind auch auf der Liste der Kulturdenkmäler im Hamburger Bezirk Eimsbüttel zu finden.

## Legende
- ID: Gibt die vom Denkmalschutzamt Hamburg vergebene Objekt-ID (Identifikationsnummer) des Kulturdenkmals an, (in Klammern gegebenenfalls die Denkmalnummer nach altem Denkmalschutzgesetz).
- Adresse: Nennt den Straßennamen und, wenn vorhanden, die Hausnummer des Kulturdenkmals. Die Grundsortierung der Liste erfolgt nach dieser Adresse.
- Art: Zeigt an, ob es ein Objekt („O“) oder ein Ensemble („E“) ist.
- Datierung: Gibt die Datierung an; das Jahr der Fertigstellung bzw. den Zeitraum der Errichtung.
- Ensemble: Gibt die Nummer des Ensembles an, zu der das Objekt gehört, bzw. bei Ensembles die Nummer des Ensembles selbst.

Hinweis: Die Grundsortierung der Liste erfolgt nach der Adresse und ist alternativ nach ID, Art (Objekt oder Ensemble), Typ, Datierung, Entwurf oder Kurzbeschreibung sortierbar.

| ID           | Adresse                                                                               | Art | Typ                                                    | Kurzbeschreibung | Datierung                          | Entwurf                                        | Ensemble | Bild           |
| ------------ | ------------------------------------------------------------------------------------- | --- | ------------------------------------------------------ | --- | ---------------------------------- | ---------------------------------------------- | -------- | -------------- |
| 31249        | Alte Kollaustraße 44, 46, Nedderfeld 5 (Lage)                                         | E   | Straßenbahndepot                                       | Straßenbahndepot Lokstedt (Die bis 2013 noch erhaltene Substanz des Gebäudes wurde bei einem Umbau bis 2014 weitgehend abgerissen.) | 20. Jh (Mitte), vermutl.           |                                                | 31249    | BW             |
| 28697        | Alte Kollaustraße 44, 46 (Lage)                                                       | O   | Straßenbahndepot                                       | ehem. Straßenbahndepot Lokstedt | 1924                               | Gustav Schibli KG (HHA)                        | 31249    | BW             |
| 30697        | Bei der Lutherbuche 34, 36 (Lage)                                                     | E   |                                                        | Christ-König-Kirche |                                    |                                                | 30697    | weitere Bilder |
| 20098        | Bei der Lutherbuche 34 (Lage)                                                         | O   | Gemeindehaus                                           | | 1914                               |                                                | 30697    |                |
| 20096        | Bei der Lutherbuche 36 (Lage)                                                         | O   | Kirche                                                 | Christ-König-Kirche | 1954–1956                          | Dyrssen, Friedrich/Johannsen, Gert             | 30697    | weitere Bilder |
| 20097        | Bei der Lutherbuche 36 (Lage)                                                         | O   | Pastorat                                               | | 1914                               |                                                | 30697    |                |
| 20100 (1426) | Bei der Lutherbuche Ecke Grandweg (Lage)                                              | O   | Denkmalanlage, Kriegerdenkmal (Kriegerdenkmal 1914/18) | | 1923                               | Reusse, Rudolf                                 | 30698    |                |
| 30698        | Bei der Lutherbuche Ecke Grandweg, Grandweg Ecke Bei der Lutherbuche (Lage)           | E   |                                                        | Kriegerdenkmalanlage Bei der Lutherbuche / Grandweg                                                                                 |                                    |                                                | 30698    | weitere Bilder |
| 30700 (1022) | Beim Amsinckpark 18, o.Nr. (Lage)                                                     | E   |                                                        | Amsinckpark und Villa |                                    |                                                | 30700    |                |
| 20107 (1022) | Beim Amsinckpark 18 (Lage)                                                            | O   | Villa                                                  | Villa Amsinck | 1868–1870                          | Martin Haller                                  | 30700    | weitere Bilder |
| 19416 (1022) | Beim Amsinckpark 18, o.Nr. (Lage)                                                     | O   | Park                                                   | Amsinckpark | 1868–1870                          | Joachim Christian Jürgens                      | 30700    |                |
| 38937        | Eidelstedter Weg 10 (Lage)                                                            | O   | Luftschutzbau, Bunkerhaus                              | | 1940–1942                          | Paul Thiele AG                                 |          |                |
| 19850        | Eidelstedter Weg gegenüber von Nr. 13 (Lage)                                          | O   | Grenzstein                                             | | 1913                               |                                                |          | weitere Bilder |
| 30701        | Gazellenkamp 80, 82, 84, Heimat 1, 2, 3, 4, 5, 6, 7, 8, Stellinger Chaussee 40 (Lage) | E   |                                                        | Wohnanlage „Heimat“ |                                    |                                                | 30701    | weitere Bilder |
| 19866 (1387) | Gazellenkamp 80 (Lage)                                                                | O   | Siedlungsbau                                           | Wohnanlage „Heimat“ | 1929–1930                          | Theil, Eduard/Theil, Ernst                     | 30701    |                |
| 19869 (1387) | Gazellenkamp 82 (Lage)                                                                | O   | Siedlungsbau                                           | Wohnanlage „Heimat“ | 1929–1930                          | Theil, Eduard/Theil, Ernst                     | 30701    |                |
| 20111 (1387) | Gazellenkamp 84 (Lage)                                                                | O   | Siedlungsbau                                           | Wohnanlage „Heimat“ | 1929–1930                          | Theil, Eduard/Theil, Ernst                     | 30701    |                |
| 29569        | Grandweg 48 (Lage)                                                                    | O   | Wohnhaus; Stall; Garage                                | Wohnhaus mit Garagengebäude und Stall                                                                                               | 1910                               | Ferck, H.                                      |          |                |
| 20099 (1426) | Grandweg Ecke Bei der Lutherbuche (Lage)                                              | O   | Denkmalanlage, Kriegerdenkmal (Kriegerdenkmal 1914/18) | | 1923                               | Reusse, Rudolf                                 | 30698    | weitere Bilder |
| 20087        | Heckenrosenweg o.Nr. (Lage)                                                           | O   | Denkmal                                                | Obelisk | um 1800                            |                                                |          |                |
| 19868 (1387) | Heimat 1 (Lage)                                                                       | O   | Siedlungsbau                                           | Wohnanlage „Heimat“ | 1929–1930                          | Theil, Eduard/Theil, Ernst                     | 30701    |                |
| 20114 (1387) | Heimat 2 (Lage)                                                                       | O   | Siedlungsbau                                           | Wohnanlage „Heimat“ | 1929–1930                          | Theil, Eduard/Theil, Ernst                     | 30701    |                |
| 20112 (1387) | Heimat 3 (Lage)                                                                       | O   | Siedlungsbau                                           | Wohnanlage „Heimat“ | 1929–1930                          | Theil, Eduard/Theil, Ernst                     | 30701    |                |
| 19865 (1387) | Heimat 4 (Lage)                                                                       | O   | Siedlungsbau                                           | Wohnanlage „Heimat“ | 1929–1930                          | Theil, Eduard/Theil, Ernst                     | 30701    |                |
| 20113 (1387) | Heimat 5 (Lage)                                                                       | O   | Siedlungsbau                                           | Wohnanlage „Heimat“ | 1929–1930                          | Theil, Eduard/Theil, Ernst                     | 30701    |                |
| 19870 (1387) | Heimat 6 (Lage)                                                                       | O   | Siedlungsbau                                           | Wohnanlage „Heimat“ | 1929–1930                          | Theil, Eduard/Theil, Ernst                     | 30701    |                |
| 20110 (1387) | Heimat 7 (Lage)                                                                       | O   | Siedlungsbau                                           | Wohnanlage „Heimat“ | 1929–1930                          | Theil, Eduard/Theil, Ernst                     | 30701    |                |
| 20109 (1387) | Heimat 8 (Lage)                                                                       | O   | Siedlungsbau                                           | Wohnanlage „Heimat“ | 1929–1930                          | Theil, Eduard/Theil, Ernst                     | 30701    |                |
| 29568        | Hinter der Lieth 61 (Lage)                                                            | O   | Schule                                                 | Schule Hinter der Lieth, Schulgebäude mit umgebendem Gelände                                                                        | 1956–1958                          | Langmaack, Gerhard                             |          | weitere Bilder |
| 29570        | Höxterstraße 6 (Lage)                                                                 | O   | Wohnhaus; Zaun                                         | Wohnhaus mit Zaun | 1901–1903                          | Biesterfeld, Wilhelm                           |          |                |
| 30695        | Julius-Vosseler-Straße 5, 7 (Lage)                                                    | E   |                                                        | Julius-Vosseler-Straße 5, 7 |                                    |                                                | 30695    |                |
| 20092        | Julius-Vosseler-Straße 5 (Lage)                                                       | O   | Wohnhaus                                               | | 1965                               | Spengelin, Ingeborg/Spengelin, Friedrich       | 30695    |                |
| 20091        | Julius-Vosseler-Straße 7 (Lage)                                                       | O   | Wohnhaus                                               | | 1965                               | Spengelin, Ingeborg/Spengelin, Friedrich       | 30695    |                |
| 14419 (1879) | Liethwisch o.Nr. (Lage)                                                               | O   | Hausgarten                                             | Hausgarten Lüttge | 1957, ab                           | Gustav Lüttge                                  |          | weitere Bilder |
| 20083        | Lokstedter Steindamm 35 (Lage)                                                        | O   | Wohnhaus (mit Kontorräumen)                            | Wohn- und Bürohaus von Heinrich Flentje, Hersteller der Kemm’schen Kuchen                                                           | 1903–1904                          | Otte, Gustav                                   |          | weitere Bilder |
| 23099        | Nedderfeld 5 (Lage)                                                                   | O   | Straßenbahndepot                                       | ehem. Straßenbahndepot Lokstedt | 1924                               | Gustav Schibli KG (HHA)                        | 31249    | BW             |
| 20086        | Niendorfer Straße 20 (Lage)                                                           | O   | Wohnhaus                                               | | 1968–1969                          | Mensinga, Hans                                 |          |                |
| 20084        | Niendorfer Straße 70 (Lage)                                                           | O   | Wohnhaus                                               | | 1892                               | Deppermann, F.                                 |          |                |
| 20088 (985)  | Oddernskamp 27 (Lage)                                                                 | O   | Wohnhaus                                               | | 1886, um                           | Ferck, P. H.                                   |          |                |
| 19417        | Rütersbarg 22 (Lage)                                                                  | O   | Villa                                                  | | 1914/1915                          | Meinhold, A.                                   |          |                |
| 20085        | Rütersbarg 39 (Lage)                                                                  | O   | Mehrfamilienhaus; Betriebsgebäude                      | | 1890, um                           | Ferck, P. H.                                   |          |                |
| 30699        | Siemersplatz 3, 5, Vogt-Wells-Straße 1, 3, 5, 7 (Lage)                                | E   |                                                        | Siemersplatz / Vogt-Wells-Straße |                                    |                                                | 30699    |                |
| 20103        | Siemersplatz 3 (Lage)                                                                 | O   | Wohn- und Geschäftshaus                                | | 1933                               | Wittkamp, Ferd.                                | 30699    | BW             |
| 20105 (1109) | Siemersplatz 5 (Lage)                                                                 | O   | Wohn- und Geschäftshaus                                | | 1935                               | Wittkamp, Ferd.                                | 30699    |                |
| 29571        | Siemersplatz o.Nr. (Lage)                                                             | O   | Denkmalanlage                                          | Schleswig-Holstein-Denkmal, Denkmalanlage mit Findling mit Eiche                                                                    | nicht ermittelt                    | nicht ermittelt                                |          | weitere Bilder |
| 20090 (1182) | Sottorfallee 7 (Lage)                                                                 | O   | Villa (Rathaus (nach Erweiterung/nach Umbau))          | | 1901, um; 1915 (Erweiterung/Umbau) | Bahre, Ricardo                                 |          |                |
| 19867 (1387) | Stellinger Chaussee 40 (Lage)                                                         | O   | Siedlungsbau                                           | Wohnanlage „Heimat“ | 1929–1930                          | Theil, Eduard/Theil, Ernst                     | 30701    |                |
| 20089 (768)  | Süderfeldstraße 49 (Lage)                                                             | O   | Wasserturm                                             | Wasserturm Lokstedt, ehem. | 1910                               | Mannes                                         |          | weitere Bilder |
| 20104 (1109) | Vogt-Wells-Straße 1 (Lage)                                                            | O   | Wohn- und Geschäftshaus                                | | 1935                               | Wittkamp, Ferd.                                | 30699    |                |
| 20106 (1109) | Vogt-Wells-Straße 3 (Lage)                                                            | O   | Wohn- und Geschäftshaus                                | | 1935                               | Wittkamp, Ferd.                                | 30699    |                |
| 20101 (632)  | Vogt-Wells-Straße 5 (Lage)                                                            | O   | Mehrfamilienhaus                                       | | 1925                               | Karas, Edmund                                  | 30699    |                |
| 20102 (632)  | Vogt-Wells-Straße 7 (Lage)                                                            | O   | Mehrfamilienhaus                                       | | 1921–1922                          | Karas & Feininger (Karas, Edmund/Feininger, ?) | 30699    |                |
| 30696        | Vogt-Wells-Straße 13, 15 (Lage)                                                       | E   |                                                        | Feuerwache und Betriebswerke Lokstedt                                                                                               |                                    |                                                | 30696    |                |
| 20094        | Vogt-Wells-Straße 13 (Lage)                                                           | O   | Feuerwache                                             | | 1925, um                           |                                                | 30696    |                |
| 20093        | Vogt-Wells-Straße 15 (Lage)                                                           | O   | Betriebswerk (Betriebsgebäude)                         | Betriebswerke Lokstedt | 1925, um                           |                                                | 30696    |                |